# Пояна-Негрій
Пояна-Негрій (рум. Poiana Negrii) — село у повіті Сучава в Румунії. Входить до складу комуни Дорна-Кандренілор.
Село розташоване на відстані 327 км на північ від Бухареста, 85 км на південний захід від Сучави, 136 км на північний схід від Клуж-Напоки.

## Населення
За даними перепису населення 2002 року у селі проживали 947 осіб, усі — румуни. Усі жителі села рідною мовою назвали румунську.